# Мегамаркет (торговельна мережа)
«МегаМаркет» — українська мережа продовольчих гіпермаркетів. Складається з 7 великих крамниць, 3 з яких розташовані в Києві і по одному в місті Бровари та селах Ходосівка, Капітанівка і Гатне. Гіпермаркети «Мегамаркет» розміщуються у великих торговельно-розважальних комплексах разом із кінотеатрами «Батерфляй».

## Історія
МегаМаркет було засновано у Києві 2001 року колишнім партнером мережі «Фуршет» Віктором Юшковським та підприємцем Олегом Вишняковим. Перші торгові центри було відкрито у колишніх індустріальних будівлях на вулиці Антоновича (досі існує) і на проспекті Бандери (закритий у 2017). Згодом було відкрито і супермаркет на Сурикова.
Компанією була заснована мережа кінотеатрів «Баттерфляй», перший з яких було відкрито разом із магазином на Петрівці. Пізніше кінотеатри мережі стали з'являтися і в інших локаціях МегаМаркету.
У 2000-х власниками мережі було відкрито три торговельно-розважальних комплекси: один поруч із вже відкритим МегаМаркетом на Антоновича, а другий - у колишніх цехах заводу «Більшовик», за що дістав відповідну назву (через декомунізацію у 2015 переіменований у «Космополіт»), та у Броварах, останній отримав назву Термінал і став на деякий час найбільшим ТРЦ України, в ньому було відкрито перший МегаМаркет за межами Києва. Також у 2004 році на вулиці Липківського було відкрито розважальний центр Ультрамарин, що спочатку планувався як звичайний кінотеатр.
У 2011 було відкрито МегаМаркет з Баттерфляєм у селищі Ходосівка. У 2013 поруч було відкрите аутлет-містечко «Мануфактура», у наступні роки була відкрита його друга черга, а також власна лікарня.
Відкриттям магазину «УльтраМаркет» у РЦ «Ультрамарин» 2015 року був започаткований ребрендинг мережі, у магазинах були проведені реконструції інтер'єрів. Щоправда сам УльтраМаркет проіснував лише п'ять років і у 2019 замість нього був відкритий Сільпо.
2016 року МегаМаркет відкрито у першій черзі ТРЦ «Гатне», наступного року у другій черзі відкрито Баттерфляй.
Через непорозуміння у сфері розвитку мережі у 2017 році Юшковський та Вишняков розділили бізнес.
У 2018 році на місці зруйнованого минулого року кінотеатру «Нивки» було відкрито одноіменний ТРЦ, де також розмістилися МегаМаркет з Баттерфляєм.
Ще один МегаМаркет поза Києвом був відкритий у селі Капітанівка 2020 року.
У 2021 «МегаМаркет» було остаточно поділено, два магазини, що належали Вишнякову були відділені від мережі та названі Ultramarket. Окрім магазинів Вишнякову перейшли «Ультрамарин» та «Космополіт», кінотеатри «Баттерфляй», що там розташовувались здобули назву Kinoman.
Через повномасштабне вторгнення Росії у 2022 МегаМаркет у Капітанівці було серйозно пошкоджено, він відновив свою роботу лише 7 грудня 2023.